# Pankaj Mishra
Pankaj Mishra (Paṅkaja Miśrā; sinh 1969, Jhansi, Uttar Pradesh, Ấn Độ) là một nhà văn Ấn Độ. Ông nhận được giải văn chương Windham–Campbell Prize 2014 về văn xuôi phi hư cấu.

## Tiểu sử

### Giáo dục
Mishra có bằng cử nhân thương mại từ Allahabad University trước khi lấy bằng thạc sĩ về văn chương Anh tại Jawaharlal Nehru University ở New Delhi.

### Sự nghiệp
Năm 1992, Mishra chuyển tới Mashobra, một làng ở Himalaya, nơi ông ta bắt đầu đóng góp các bài viết và phê bình về văn chương cho The Indian Review of Books, The India Magazine, và báo The Pioneer. Quyển sách đầu tiên của ông, Butter Chicken in Ludhiana: Travels in Small Town India (1995), là một bài tường thuật khi đi du lịch mà mô tả những sự thay đổi về xã hội và văn hóa ở Ấn Độ trong bối cảnh toàn cầu hóa. Cuốn tiểu thuyết The Romantics (2000), một câu truyện châm biến về những người mong muốn hoàn thành trong những văn hóa khác với văn hóa của họ, được xuất bản trong 11 ngôn ngữ châu Âu và đoạt giải Los Angeles Times Art Seidenbaum award for first fiction (giải Art Seidenbaum cho truyện hư cấu đầu tiên). Quyển tiểu thuyết này, với vài chiều hướng tự truyện là một tiểu thuyết loại bildungsroman (viết về việc phát triển của nhân vật chính). Chuyện kể nói về một chàng trai 19 tuổi Samar dọn tới thành phố Varanasi, Allahabad. Phần lớn câu truyện, kể cả đoạn kết xảy ra ở Varanasi. Dần dần, anh ta nhận ra thành phố này đầy những điều bí ẩn. Trong việc mở mang kiến thức, Samar chuyển từ nơi này sang nơi khác, nhưng đoạn kết anh ta trở về thành phố lần cuối cùng. Như vậy, chuyện kể kết thúc nơi nó bắt đầu. Cuốn sách 2004 An End to Suffering: The Buddha in the World pha trộn hồi ký, lịch sử và triết lý trong dự định tìm hiểu những thích hợp của Buddha với thời kỳ hiện đại. Temptations of the West: How to be Modern in India, Pakistan and Beyond (2006), mô tả những chuyến du lịch của Mishra qua Kashmir, Bollywood, Afghanistan, Tibet, Nepal, và những nơi khác ở Nam và Trung Á. Cuốn sách From the Ruins of Empire (2012) xem xét câu hỏi, theo như ông ta,về cách "tìm một vị trí nhân phẩm cho chính mình trong một thế giới được tạo ra bởi phương Tây, trong đó phương Tây và đồng minh của nó ở các nơi khác mà đã dành những vị trí tốt nhất cho họ."